# Bogdan Dolenc
Bogdan Dolenc, slovenski duhovnik, teolog, profesor in eksorcist, * 1953, Četena Ravan v Poljanski dolini.
Predava na Teološki fakulteti v Ljubljani. Leta 1985 je doktoriral iz teologije.

## Nazivi
- docent za osnovno in ekumensko teologijo (1996)
- predavatelj (1987)

## Dela
- Sejalec na ozarah